# Josep M. Segimon Rodés
Josep M. Segimon Rodés (Reus, 2 d'abril de 1858 - 1 d'abril de 1926) va ser un polític, fill de Pau Segimon, fabricant, de Reus i d'Antònia Rodés, de Cornudella.
Va ser alcalde de Reus. Era molt religiós i políticament conservador. Va ser nomenat alcalde l'any 1925 sota el dictador Primo de Rivera. Va morir en el càrrec al cap de pocs mesos, a l'abril de 1926. Té un carrer dedicat a Reus, als Xalets Quintana.